# Gen-Iti Koidzumi
Gen-Iti Koidzumi, född den 1 november 1883, död den 21 december 1953, var en japansk botaniker som bland annat studerade rosväxter, kinesträdsväxter och mullbärssläktet.
Auktorsnamnet Koidz. kan användas för Gen-Iti Koidzumi i samband med ett vetenskapligt namn inom botaniken; se Wikipediaartiklar som länkar till auktorsnamnet.